# The Cheetah Girls (película)
The Cheetah Girls es una película para televisión musical estadounidense de 2003 producida por Whitney Houston, Debra Martin Chase y Jacqueline George, y basada en la serie de libros del mismo nombre de Deborah Gregory. The Cheetah Girls fue la primera película original de Disney Channel musical.
Tras su estreno, la película fue la número uno de la televisión por cable y se estrenó con 6,5 millones de espectadores, un récord para Disney en aquel momento. El DVD de la película vendió más de 800.000 copias. La banda sonora de la película The Cheetah Girls se publicó el 12 de agosto de 2003. Alcanzó el número 33 en la lista Billboard 200 y fue certificada doble platino por la RIAA. Tras el éxito de la película, Disney comenzó a desarrollar The Cheetah Girls como grupo de grabación en la vida real.

## Trama
Cuatro adolescentes de Manhattan – Galleria, Chanel, Aqua y Dorinda – actúan en una fiesta de cumpleaños infantil como The Cheetah Girls. Después de la actuación, Chanel corre a casa para contarle a su madre lo del espectáculo, pero su madre está preocupada preparando una cita con su nuevo novio parisino. Galleria vuelve a casa con sus padres, que la reprenden por no contestar a los mensajes de su madre ni pasear a su perro Bichon Frise, Toto. Mientras tanto, Dorinda se ocupa de su trabajo de conserje en un centro comunitario.
Las chicas esperan convertirse en las primeras estudiantes de primer año en ganar el concurso de talentos en la historia de su escuela. Tras una exitosa audición para el concurso de talentos, un famoso antiguo alumno de la escuela, Jackal Johnson, expresa su interés en fichar a The Cheetah Girls para su sello discográfico. Galleria se presenta como fundadora y compositora de The Cheetah Girls, lo que no es del agrado de las demás integrantes del grupo. Aunque Dorothea, la madre de Galleria, se muestra reacia en un principio a dejar que The Cheetah Girls persigan la oportunidad con Jackal, finalmente permite que las chicas tengan una reunión tras ser animada por el padre de Galleria.
La reunión es un éxito y, a pesar de las dudas de Galleria, las chicas empiezan a prepararse para grabar su primera canción. Sin pedir opinión a los demás miembros del grupo, Galleria sugiere que The Cheetah Girls no deberían hacer tiempo para el concurso de talentos debido a su contrato discográfico, y critica a Dorinda por llevar repetidamente la misma ropa aburrida. Aqua anima a Chanel, la amiga más antigua de Galleria, a hablar con ella sobre su comportamiento. Mientras tanto, Dorinda tiene la oportunidad de presentarse a una audición de baile en el centro donde trabaja. Le ofrecen un papel remunerado debido a su trabajo, pero aceptar el papel le exigiría dejar las Cheetah Girls.
Más tarde, Chanel se angustia tras escuchar un mensaje de voz que sugería que su madre estaba planeando vender su apartamento de Nueva York para mudarse a París con su novio. Al sentirse abandonada, Chanel aprovecha que tiene la tarjeta de crédito de su madre para irse de compras por Madison Avenue. En un acto de bondad, Chanel compra una chaqueta de guepardo para Dorinda, que le revela sus problemas económicos: Es una chica pobre de acogida que vive en un hogar de 10 hijos con una madre cuyo marido es superintendente del edificio. Chanel le asegura a Dorinda que seguirán siendo amigas y que siempre será una Cheetah Girl.
En la siguiente reunión entre The Cheetah Girls y Jackal Johnson, Jackal revela que un equipo de marketing ha desarrollado una nueva imagen para el grupo que requerirá que lleven máscaras y lip sync. Galleria está devastada por esto y declara que el grupo rechaza la oferta, pero las otras chicas se quedan atrás debido a sus frustraciones con la actitud de Galleria. Galleria se marcha con la impresión de que las otras Cheetah Girls han aceptado el trato. Chanel llega a casa donde su madre le revela que su tarjeta de crédito fue rechazada debido a las compras de Chanel. Chanel se derrumba después de pensar en lo agradecida que está por su madre dada la actual situación de Dorinda como hija adoptiva, y la madre de Chanel acepta dedicar más tiempo a su hija.
Más tarde, Toto, el perro de Galleria, cae en un agujero en las calles de Manhattan. Esto atrae mucha atención, incluido un reportaje en directo, lo que alerta a las demás miembros de las Cheetah Girls de lo que está ocurriendo y hace que acudan al rescate de Toto. Sus cantos ayudan a Toto a calmarse y a salir sano y salvo del obstáculo. Este acto de unión hace que las chicas reparen su amistad y canten una nueva canción en las noticias para que todo Nueva York la vea. Jackal Johnson llama, expresando su arrepentimiento por intentar cambiar a The Cheetah Girls, pero las chicas rechazan una oferta con él. Las Cheetah Girls acaban ganando el concurso de talentos, y las chicas renuevan su compromiso de alcanzar sus sueños y mantener su amistad.

## Reparto
- Raven como Galleria «Bubbles» Garibaldi, la líder de The Cheetah Girls
- Adrienne Bailon como Chanel «Chuchie» Simmons, miembro de The Cheetah Girls
- Kiely Williams como Aquanette «Aqua» Walker, miembro de las Cheetah Girls.
- Sabrina Bryan como Dorinda «Do» Thomas, miembro de The Cheetah Girls.
- Lynn Whitfield como Dorothea Garibaldi, la madre de Galleria.
- Juan Chioran como Francobollo Garibaldi, el padre de Galleria
- Lori Alter como Juanita Simmons, la madre de Chanel
- Sandra Caldwell como Drinka Champane, la profesora de música.
- Vince Corazza como Jackal Johnson, productor discográfico y antagonista de la película.
- Kyle Schmid como Derek, el interés amoroso de Galleria y rapero de Sonic Chaos
- Denton Rowe como Mackerel
- Kim Roberts como la Sra. Talondra Bosco, la madre adoptiva de Dorinda
- Caitlyn Williamson como Danielle Thomas, la hermana menor de Dorinda.
- Kyle Saunders como Pucci Simmons, el hermano pequeño de Chanel.
- Ennis Esmer como Rick, un cómico.

## Producción
Durante las audiciones de casting para la película, los ejecutivos de Disney descartaron el personaje de Anginette Walker de los libros, porque no encontraban a las gemelas adecuadas para interpretarla a ella y a Aqua. Según la autora Deborah Gregory, en la reunión se mencionaron los nombres de Tia y Tamera Mowry, pero se consideró que eran «demasiado sofisticadas» para los papeles. La cantante Solange Knowles fue elegida originalmente para interpretar el papel de Aqua, sin embargo, Knowles se retiró de la película debido a que quería centrarse en el lanzamiento de su álbum debut Solo Star. Kiely Williams audicionó inicialmente para el papel de Galleria, pero no obtuvo el papel, y posteriormente se le ofreció el papel de Aqua cuando Knowles se retiró.  Williams formaba parte del grupo de chicas 3LW con Adrienne Bailon por aquel entonces. Jurnee Smollett también hizo una audición para la película en un momento dado.
The Cheetah Girls fue dirigida por Oz Scott y producida por Whitney Houston, Debra Martin Chase y Cheryl Hill. El guion fue escrito por Alison Taylor, y la música fue compuesta por John Van Tongeren. La película se rodó entre octubre y noviembre de 2002 en Toronto, Ontario, Canadá y Manhattan, New York City, Nueva York.

## Banda sonora
El 12 de agosto de 2003, Walt Disney Records publicó una banda sonora original con canciones de la película. Varias canciones fueron grabadas para la película, y aunque no había planes contractuales para que estas canciones fueran lanzadas comercialmente, la productora Debra Martin Chase fue capaz de convencer a Disney para crear nuevos contratos y lanzar la música de la película como banda sonora. Alcanzó el número 33 en el Billboard 200 y fue certificado doble platino por la RIAA. 

## Premios
- 2004 - Nominada; Black Reel: Televisión Mejor Actriz (Raven-Symoné)
- 2004 - Nominada; Black Reel: Televisión Mejor Actriz de Reparto (Lynn Whitfield)
- 2004 - Nominado al DGA Award for Outstanding Directorial Achievement in Children's Programs (Oz Scott)
- 2004 - Nominada; Premio Image a la mejor interpretación en un programa para jóvenes/niños (Lynn Whitfield)
- 2012 - Nominado; Premio Vision a la mejor interpretación dramática (Lynn Whitfield)

## Recepción
En su estreno, la película fue la número uno de la televisión por cable y se estrenó con 6,5 millones de espectadores, un récord para Disney en aquel momento. El DVD de la película vendió más de 800.000 copias.

## Videojuegos
- The Cheetah Girls fue lanzado en 2006 por Disney para Game Boy Advance.
- The Cheetah Girls: Pop Star Sensations fue lanzado en 2007 por Disney para Nintendo DS.
- The Cheetah Girls: Passport to Stardom fue lanzado en 2008 por Disney para Nintendo DS.

## Secuelas

### The Cheetah Girls 2
The Cheetah Girls 2 se estrenó el 25 de agosto de 2006.
La secuela sigue a las mismas protagonistas de la primera película. Viajan a Barcelona, España para competir en un concurso de actuaciones musicales y seguir persiguiendo sus sueños de superestrellas pop. Su estreno recibió un total de más de 8,1 millones de espectadores.
La película comienza en una fiesta de graduación de la Magnet's Class of 2006 de Manhattan. Mientras se quedan a dormir en el apartamento de Galleria, Chanel les cuenta a las chicas que su madre, Juanita, está planeando un viaje a Barcelona, donde visitarán al novio de Juanita. Para pasar el verano juntas, las chicas se presentan a un concurso de música en Barcelona. Una vez allí, la madre de una de las competidoras conspira para separar a The Cheetah Girls y aumentar así las posibilidades de ganar de su hija. Toda la película está rodada en Barcelona, incluidas las partes que tuvieron lugar en Nueva York.

### The Cheetah Girls: One World
La tercera película de la serie, The Cheetah Girls: One World, se estrenó el 22 de agosto de 2008. Se estrenó con 6,2 millones de espectadores.
Chanel, Dorinda y Aqua forman parte del reparto de una película musical que se rodará en Nueva Delhi, India. Una vez que llegan a la exótica ciudad, las chicas reciben una desagradable sorpresa: el director de la película debe elegir sólo a una de ellas. El anuncio pone en tensión la amistad de las chicas. Sin embargo, el final feliz hace que las tres bailen en la película. Esta película se rodó en Udaipur, India.
Raven-Symoné no retomó su papel de Galleria, por lo que su personaje tuvo que ir a la universidad fuera de la pantalla. Raven-Symoné pasó de la película debido a su experiencia negativa durante The Cheetah Girls 2. Describió a sus compañeras de reparto como «camarillas» y recordó que se sentía «excluida». En lugar de eso, prefirió concentrarse en su carrera musical en solitario.